# 銅谷志朗
銅谷 志朗（どうや しろう、1944年（昭和19年）4月30日 - 2018年（平成30年）10月29日）は、日本のアナウンサー（山陽放送→テレビ朝日→フリー）、相撲キャスター、相撲ジャーナリスト。東京相撲記者クラブ会友。
東京都港区出身。

## 来歴・人物
港区立白金小学校、港区立高松中学校、東京都立三田高等学校を経て、明治大学政治経済学部経済学科を卒業後、1968年（昭和43年）4月、山陽放送（現在のRSK山陽放送）にアナウンサーとして入社、ラジオDJ、テレビ広報番粗、ニュースなどを担当。
1971年（昭和46年）4月、日本教育テレビ（現在のテレビ朝日）に移籍。主にニュース、ドラマのナレーション、スポーツ実況（大相撲・プロレス・ボクシング・アーティスティックスイミング・重量挙げ・卓球・競馬・陸上競技フィールド競技など）を担当。1980年（昭和55年）のモスクワオリンピックの実況も担当した。相撲においては、1972年（昭和47年）九州場所3日目から約20年間キャスターを務めた『大相撲ダイジェスト』では独特の語り口と分かりやすい解説でお茶の間の人気者となり、また大相撲ファンにとってはお馴染みの顔になり、三賞選考委員も務めた。
42歳の時に膵臓がんの手術を受け、胆嚢を全摘出し、十二指腸の一部と膵臓の頭の部分、胃の3分の2も切除。その後も蛋白質や脂肪は薬で消化する日々だったが、体調は徐々に回復する。
1991年（平成3年）5月にアナウンス部副部長をもってテレビ朝日を退社、6月にはフリーアナウンサーとなり、テレビ東京の『激生!スポーツTODAY』などで相撲コメンテーターを務めた。フリーアナウンサーとしてはナレーション、司会、講演で活動。相撲ジャーナリストとしては力士からの信望も厚い。また報道番組・情報番組・ワイドショーのゲストコメンテーター、JR東日本ジパングクラブ『大相撲講座』講師も務めた。
2018年（平成30年）10月29日13時5分、敗血症のため、東京都内の病院で死去。74歳没。葬儀は密葬で営まれた。

## 出演番組

### テレビ朝日
- 大相撲ダイジェスト（1972年 - 1991年）司会[6]
- ワールドプロレスリング[6]
- エキサイトボクシング[6]
- Oh!相撲[6]

### フリー
- 激生!スポーツTODAY（テレビ東京）相撲コメンテーター[1]
- 玉置宏の笑顔でこんにちは「相撲コーナー」（ニッポン放送）[1]
- 劇戦!大相撲（J SPORTS）キャスター[1]
- 吟剣詩舞の世界（レジャーチャンネル）キャスター[1]
- どすこいFM（日本相撲協会館内FM放送）キャスター[1]
- ファイトタイム（J SPORTS）ボクシング実況[6]

## ビブリオグラフィ

### 著書
- 『おもしろ相撲学―番外「大相撲ダイジェスト」』（テレビ朝日、1986年9月）ISBN 4881310771
- 『大相撲テレビ観戦手帳―テレビ桟敷でなんでもドスコイ! 』（東急エージェンシー出版部、1993年1月）ISBN 4884970136
- 『満員御礼!―大相撲なんでも早わかり』（講談社文庫、1996年1月）ISBN 4062631490
- 『大相撲の魅力 -相撲アナが語りつくす』（心交社、2009年5月）ISBN 4778107721